# Vaken i en dröm
Vaken i en dröm är en sång skriven och komponerad av Lars Diedricson, Calle Kindbom och Kristian Wejshag. Sången framfördes ursprungligen av Elisabeth Andreassen vid Melodifestivalen 2011, där den deltog vid andra deltävlingen i Scandinavium i Göteborg den 12 februari 2011. Bidraget hamnade på sista plats, och slogs därmed ut ur tävlingen.
Melodin testades på Svensktoppen den 27 februari 2011, men misslyckades med att ta sig in på listan.

## Andra inspelningar
Jill Svensson spelade senare under 2011 in sången på sitt debutalbum med samma namn.